# Касл-Рок (телесериал)
«Касл-Рок» (англ. Castle Rock) — американский веб-сериал в жанре психологических ужасов, действие которого разворачивается в вымышленном городке Касл-Рок из книг писателя Стивена Кинга. Премьера сериала состоялась 25 июля 2018 года на сервисе Hulu. 14 августа 2018 года было объявлено о продлении сериала на второй сезон, премьера которого состоялась 23 октября 2019 года.
3 ноября 2020 года Hulu закрыл сериал после двух сезонов в связи с пандемией COVID-19.

## Персонажи
= Главная роль в сезоне
     = Второстепенная роль в сезоне
     = Гостевая роль в сезоне
     = Не появляется

### Основной состав
| Андре Холланд  | Генри Дивер                 | 9  |    | 9  |
| Мелани Лински  | Молли Стрэнд                | 10 |    | 10 |
| Билл Скарсгард | «Малыш» / «Ангел»           | 10 | 2  | 12 |
| Джейн Леви     | Джеки Торранс (Дайан)       | 6  |    | 6  |
| Сисси Спейсек  | Рут Дивер                   | 8  |    | 8  |
| Лиззи Каплан   | Энни Уилкс                  |    | 10 | 10 |
| Пол Спаркс     | Джон «Туз» Меррилл          |    | 10 | 10 |
| Бархад Абди    | Абди Хоулвадаг              |    | 9  | 9  |
| Юсра Варсама   | доктор Надя Хоулвадаг       |    | 9  | 9  |
| Элси Фишер     | Джой Уилкс                  |    | 9  | 9  |
| Мэттью Алан    | Крис Меррилл                |    | 8  | 8  |
| Тим Роббинс    | Реджинальд «Папаша» Меррилл |    | 8  | 8  |
| Всего эпизодов | Всего эпизодов              | 10 | 10 | 20 |

### Второстепенный состав
| Скотт Гленн       | Алан Пэнгборн                | 8  |    | 8  |
| Ноэль Фишер       | Деннис Залевски              | 6  |    | 6  |
| Терри О’Куинн     | Дейл Лэйси                   | 4  |    | 4  |
| Фрэнсис Конрой    | Марта Лэйси                  | 2  | 1  | 3  |
| Адам Ротенберг    | преподобный Мэттью Дивер     | 8  |    | 8  |
| Аарон Стэтон      | пастор Касл-Рока Дрю Эпплтон | 4  | 3  | 7  |
| Матильда Дэй      | Амити Ламбер                 | 3  | 3  | 6  |
| Энн Кьюсак        | Тереза Портер                | 5  |    | 5  |
| Джош Кук          | Ривз                         | 3  |    | 3  |
| Чоузен Джейкобс   | Уэнделл Дивер                | 4  |    | 4  |
| Чарльз Джонс      | О́дин Бранч                   | 3  |    | 3  |
| Рори Калкин       | Вилли                        | 4  |    | 4  |
| Эллисон Толман    | Бриджет Стрэнд               | 2  |    | 2  |
| Калил Харрис      | Генри Дивер в детстве        | 9  |    | 9  |
| Кэсседи Макклинси | Молли Стрэнд в детстве       | 4  |    | 4  |
| Эбигейл Корриган  | Джорджия «Ченс» Лашанс       |    | 8  | 8  |
| Тенея Интриаго    | Вера                         |    | 7  | 7  |
| Чед Кнорр         | Билли                        |    | 7  | 7  |
| Джон Хугенэккер   | Карл Уилкс                   |    | 4  | 4  |
| Робин Вайгерт     | Крисильда Уилкс              |    | 3  | 3  |
| Сара Гадон        | Рита К. Грин                 |    | 2  | 2  |
| Исаяс Феодрос     | Джамал                       |    | 6  | 6  |
| Файсал Ахмед      | Хассан                       |    | 6  | 6  |
| Оуэн Берк         | Лэнс                         |    | 6  | 6  |
| Элисон Райт       | Валери Блаунт                |    | 6  | 6  |
| Крис Малки        | Клэй                         |    | 5  | 5  |
| Джорджия Лайман   | Хэзер                        |    | 4  | 4  |
| Всего эпизодов    | Всего эпизодов               | 10 | 10 | 20 |

## Актёры

### Основной состав

#### 1-й сезон
- Андре Холланд — Генри Дивер, адвокат, работающий в Техасе и специализирующийся на защите преступников, приговорённых к смертной казни. Генри покинул Касл-Рок после того, как жители города стали подозревать его в причастности к смерти своего приёмного отца, пастора Мэттью Дивера. Он возвращается в родной город после получения странной просьбы.
- Билл Скарсгард — «Малыш»/ «Ангел» (гостевая роль во втором сезоне), таинственный заключённый, которого на протяжении 27 лет начальник тюрьмы Шоушенка Дейл Лэйси держал в цистерне, расположенной под заброшенным тюремным блоком. После его обнаружения, Малыш произносит имя Генри Дивера.
- Мелани Лински — Молли Стрэнд, владелица компании по продаже недвижимости M. Strand & Associates. Обладает способностью читать мысли и чувствовать переживания других людей.
- Джейн Леви — Джеки Торранс, сотрудница M. Strand & Associates, якобы племянница писателя Джека Торренса. Обладает большими познаниями об истории Касл-Рока, одержима смертью и ужасающими событиями из прошлого.
- Сисси Спейсек — Рут Дивер, приёмная мать Генри Дивера, многолетняя жительница Касл-Рока, ныне страдающая деменцией. Скайлер Фиск исполняет роль Рут в молодости.

#### 2-й сезон
- Лиззи Каплан — Энни Уилкс, медсестра, страдающая расстройством психики. Руби Круз исполняет роль Энни в детстве. Энни Уилкс также является главным персонажем романа Стивена Кинга «Мизери» (1987) и его экранизации 1990 года, где роль Энни исполнила Кэти Бейтс.
- Пол Спаркс — Джон «Туз» Меррилл, племянник Папаши Меррилла, который управляет семейным бизнесом.
- Бархад Абди — Абди Хоулвадаг, старший брат Нади, который возглавляет общину сомалийцев.
- Юсра Варсама — доктор Надя Хоулвадаг, работающая в больнице поселения Иерусалим.
- Элси Фишер — Джой Уилкс, младшая сестра Энни, которую та выдаёт за свою дочь.
- Мэттью Алан — Крис Меррилл, брат Туза, который втянут во вражду между Мерриллами и общиной сомалийцев.
- Тим Роббинс — Реджинальд «Папаша» Меррилл, умирающий от рака глава семьи Мерриллов.

### Второстепенный состав

#### 1-й сезон
- Скотт Гленн — Алан Пэнгборн, бывший шериф Касл-Рока, который переехал жить к Рут без ведома её сына Генри. Алан Пэнгборн также является важным персонажем романа Стивена Кинга «Нужные вещи» (1991) и его экранизации 1993 года, где роль Алана исполнил актёр Эд Харрис.
- Ноэль Фишер — Деннис Залевски, охранник в тюрьме Шоушенк, который обнаруживает Малыша и анонимно вызывает Генри в Касл-Рок.
- Терри О’Куинн — Дейл Лэйси, бывший начальник Шоушенка, который совершает самоубийство путём обезглавливания незадолго до обнаружения Малыша.
- Фрэнсис Конрой — Марта Лэйси, вдова Дейла, которую посещает Генри, пытаясь получить больше информации о Шоушенке. (также появляется во 2-м сезоне)
- Адам Ротенберг — преподобный Мэттью Дивер, приёмный отец Генри и бывший пастор Касл-Рока, в смерти которого горожане винят Генри.
- Аарон Стэтон — пастор Касл-Рока Дрю Эпплтон, преемник Мэттью Дивера в местной церкви Воплощения. (также появляется во 2-м сезоне)
- Энн Кьюсак — Тереза Портер, новый начальник Шоушенка и преемница Дейла Лэйси.
- Джош Кук[англ.] — Ривз, заместитель начальника Шоушенка.
- Чоузен Джейкобс — Уэнделл Дивер, сын Генри.
- Чарльз Джонс[англ.] — О́дин Бранч, старый друг преподобного Мэттью Дивера, специалист в области биоакустики и психоакустики.
- Рори Калкин — Вилли, переводчик и протеже Одина Бранча.
- Эллисон Толман — Бриджет Стрэнд, сестра Молли Стрэнд.

#### 2-й сезон
- Эбигейл Корриган — Джорджия «Ченс» Лашанс, подруга Джой.
- Тенея Интриаго — Вера, подруга Джой и Ченс.
- Чед Кнорр — Билли, один из головорезов Джона Меррилла.
- Джон Хугенэккер — Карл Уилкс, отец Энни.
- Робин Вайгерт — Крисильда Уилкс, мать Энни.
- Сара Гадон — Рита К. Грин, любовница Карла и мать Джой.
- Билл Скарсгард — «Ангел» (камео).

## Список серий

### Сезон 1 (2018)
| № общий | № в сезоне | Название                             | Режиссёр            | Автор сценария                  | Дата премьеры    |
| --- | ---------- | ------------------------------------ | ------------------- | ------------------------------- | ---------------- |
| 1 | 1          | «Отсечение» «Severance»              | Майкл Аппендаль     | Сэм Шоу и Дастин Томасон        | 25 июня 2018     |
| В 1991 году в городке Касл-Рок, штат Мэн, шериф Алан Пэнгборн находит пропавшего мальчика Генри Дивера, стоящего посреди замёрзшего озера. В 2018 году Дейл Лэйси в свой последний день пребывания на посту начальника тюрьмы Шоушенк совершает самоубийство. Его преемник, Тереза Портер, планирует открыть давно заброшенный тюремный блок. Охранник Деннис Залевски находит там парня, запертого в цистерне. После освобождения «Малыш» произносит имя Генри Дивера. Портер решает не привлекать Генри, но Залевски совершает анонимный звонок и вызывает Дивера в Касл-Рок. Вернувшись в родной город, Генри вновь встречается с Пэнгборном и со своей матерью Рут, страдающей деменцией. Генри пытается узнать больше о «Малыше», но Портер препятствует ему. Между тем Залевски видит на мониторах, что «Малыш» сбежал и убил нескольких охранников. Во флэшбеке показано, что отец Генри погиб от несчастного случая в то же самое время, когда пропал Генри. В другом флэшбеке Лэйси находится вместе с «Малышом» в цистерне и просит его позвать Генри Дивера, когда придёт время. |            |                                      |                     |                                 |                  |
| 2 | 2          | «Habeas Corpus» «Habeas Corpus»      | Майкл Аппендаль     | Сэм Шоу и Дастин Томасон        | 25 июля 2018     |
| Генри пытается узнать больше о событиях в Шоушенке у слепой вдовы Лэйси, однако та его выгоняет и обвиняет в убийстве собственного отца. Залевски понимает, что массовая резня в тюрьме, которую он увидел на мониторах, была лишь плодом его воображения. Пэнгборн встречается с Портер и рассказывает ей, что нашёл письмо, написанное покойным Лэйси. В письме Лэйси заявляет о том, что дьявол принял образ «Малыша», и он был вынужден запереть его, потому что так ему велел Бог. Портер возвращается в тюрьму, где узнаёт, что сосед таинственного заключённого умер от рака. |            |                                      |                     |                                 |                  |
| 3 | 3          | «Местный колорит» «Local Color»      | Дэн Аттиас          | Джина Уэлч                      | 25 июля 2018     |
| В 1991 году маленькая Молли Стрэнд проникает в дом Генри Дивера, где лежит отец Генри, прикованный к постели и подключённый к аппарату искусственного дыхания. Молли отключает вентиляцию лёгких, и пастор умирает. Генри в полицейском участке ищет информацию о том, как «Малыш» может быть связан с Дейлом. Узнав, что Молли попала за решётку за приобретение наркотиков, Генри вносит за неё залог. Молли признаётся, что она может слышать всё, что он думает и чувствует. Молли выступает на местном телевизионном шоу «Местный колорит», собираясь рассказать про свои проекты в сфере недвижимости, но срывается и во всеуслышание заявляет, что в Шоушенке нашли неизвестного заключённого, которого от всех скрывают. Дома Молли сталкивается с призраком отца Генри. |            |                                      |                     |                                 |                  |
| 4 | 4          | «Ящик» «The Box»                     | Майкл Аппендаль     | Скотт Браун                     | 1 августа 2018   |
| Генри изучает подробности своего собственного исчезновения. Из старых газет он узнаёт о возможной причастности к его похищению Винса Дежардена. Генри спрашивает Рут о Дежардене и интересуется, почему они никогда не обсуждают те 11 дней, когда его не было дома. Генри отправляется в дом Дежардена, где находит брата Винса Джозефа, который отдаёт ему полицейское досье, посвящённое расследованию исчезновения Генри. Между тем гроб с останками отца Генри прибывает в церковь для перезахоронения. После похорон Генри решает вернуться в Техас. Он рассказывает об этом Залевски, после чего охранник устраивает в тюрьме Шоушенк массовый расстрел. |            |                                      |                     |                                 |                  |
| 5 | 5          | «Жатва» «Harvest»                    | Эндрю Бернштейн     | Лайла Байок                     | 8 августа 2018   |
| Генри встречается с пастором Эпплтоном, который приглашает его церковь и показывает гроб Мэттью Дивера, из которого сочится жижа. Пастор называет это явление синдромом взорвавшегося гроба и торопит Генри с церемонией погребения. Спустя пять дней после трагедии в Шоушенке рядом с Касл-Роком начинаются лесные пожары, из-за которых приходится эвакуировать население. Из Шоушенка выпускают «Малыша», и Генри пристраивает его на ночлег в офисе Молли. Вечером «Малыш» выходит в город, наблюдает за домом, где семья отмечает день рождения, и вскоре праздник перерастает в бурную ссору. Джеки находит «Малыша» в офисе и вместе с ним катается на своём такси. Во время установки на мосту памятной таблички в честь Алана Рут пугается собаки и прыгает с моста, после чего попадает в больницу. В конце концов Генри решает поселить «Малыша» у своей матери. Алан встречает «Малыша» в лесу и вспоминает, как в 1991 году остановил за превышение скорости машину Лэйси, в багажнике которой был «Малыш», и Лэйси считал его Дьяволом. Бывший шериф потрясён тем, что за эти 27 лет «Малыш» ничуть не постарел. |            |                                      |                     |                                 |                  |
| 6 | 6          | «Фильтр» «Filter»                    | Кевин Хукс          | Винни Вильгельм и Марк Бернадин | 15 августа 2018  |
| Генри присутствует на перезахоронении своего отца и в очередной раз слышит звон в ушах. «Малыш» просит Алана найти старый автомобиль Лэйси, в багажнике которого он вёз его в Шоушенк. Генри помещает «Малыша», который странно ведёт себя, в психиатрическую больницу Джунипер Хилл. Из Бостона приезжает сын Генри Венделл. Рут рассказывает Венделлу, что использует шахматные фигуры, чтобы понять, находится ли она в прошлом или настоящем. Генри отправляется к Молли, чтобы обсудить воспоминания о походах в лес, и Молли признаётся, что убила его отца. Генри приходит в лес, куда отец приводил его в детстве. Он обнаруживает двух мужчин — глухого О́дина и его переводчика Вилли, которых ранее видел на похоронах. Один утверждает, что звон, который слышит Генри, является гласом божьим. Он заманивает Генри в Фильтр — звуконепроницаемую комнату в своём кемпере. «Малыш» сбегает из психбольницы во время произошедшего там пожара, и Алан находит его на крыльце дома Дивера с окровавленной рукой. Алан спешит в дом и не может найти Рут. |            |                                      |                     |                                 |                  |
| 7 | 7          | «Королева» «The Queen»               | Грег Яйтанс         | Сэм Шоу                         | 22 августа 2018  |
| Рут прячется в сарае с пистолетом. Память переносит её в разные периоды жизни, начиная с детства Генри в прошлом и заканчивая загадочным вторжением «Малыша» в её дом в настоящем. Рут вспоминает о том, как её муж Мэттью впервые услышал глас божий, когда пытался покончить жизнь самоубийством. В настоящем времени внук Венделла интерпретирует деменцию Рут как интерактивную компьютерную игру, в которой ей нужно убить врага — своего воскресшего мужа, принявшего облик «Малыша». В целях безопасности Рут выпроваживает внука из дома. «Малыш» готовит обед для Рут и даёт ей снотворное. Рут просит его набрать её ванну, а сама выплёвывает таблетку и поднимается наверх, где берёт револьвер, и наконец вспоминает, где находятся патроны к нему. Она откапывает чемодан, в котором Алан похоронил бродячую собаку, которую случайно сбил грузовик, достаёт пули и заряжает оружие. Когда дверь сарая открывается, Рут в панике стреляет. Однако оказывается, что это не «Малыш», а Алан, который получает ранения в живот и падает. |            |                                      |                     |                                 |                  |
| 8 | 8          | «Предпрошедшее время» «Past Perfect» | Ана Лили Амирпур    | Марк Лафферти                   | 29 августа 2018  |
| Гордон и Лилит покупают дом Лэйси и превращают его в тематический отель, где воссозданы обстоятельства знаменитых убийств. Во время ремонта супруги находят в подвале многочисленные картины с изображением «Малыша», нарисованные Лэйси. В гостиницу заселяются первые гости, и в приступе ярости Гордон убивает их. Молли вызволяет Генри из Фильтра и увозит из леса. В доме Диверов «Малыш» отводит Генри в гараж, показывает тело Алана и сообщает, что его убила Рут. Он также рассказывает, что 27 лет назад спас Генри из подвала и ждал его все эти 27 лет. Сын Генри Венделл вызывает полицию, которая подозревает «Малыша» в убийстве Алана. Сам «Малыш» сбегает. Генри вламывается в дом Лэйси и находит картины с «Малышом». Владельцы дома нападают на него, однако в ходе драки оба погибают. «Малыш» посещает Молли и рассказывает о её прошлом, в том числе о том, что она умерла в лесу. |            |                                      |                     |                                 |                  |
| 9 | 9          | «Генри Дивер» «Henry Deaver»         | Джули Энн Роббинсон | Винни Вильгельм и Скотт Браун   | 5 сентября 2018  |
| В альтернативной реальности в 2018 году «Малыш» — Генри Дивер, родной сын пастора Мэттью и Рут, который занят разработкой имплантата для лечения болезни Альцгеймера. В 1991 году Рут бросила мужа и вместе с Генри переехала в Бостон. После их ухода домой к пастору приходит 12-летний чернокожий мальчик и заявляет, что является его сыном Генри. В 2018 году Алан Пэнгборн звонит и сообщает Генри, что его отец покончил жизнь самоубийством. В подвале дома Диверов Генри находит чёрного Генри. Белый Генри и Молли разговаривают с мальчиком, который заявляет, что голоса зовут его в лес. Они едут домой к Молли под конвоем офицера Залевски, но Молли убегает вместе с мальчиком в лес, где действует временной портал, и в дрожащем свете видят людей, живших в Касл-Роке в разные века. Залевски догоняет беглецов и стреляет в воздух, однако Молли погибает от пули. Перед смертью она просит «Малыша» помочь мальчику. «Малыш» оказывается в том же портале, после чего переносится в заснеженный лес. Он видит, как по льду озера молодой шериф Пэнгборн бежит к чёрному Генри. Спустя несколько дней блужданий по лесу «Малыша» находит начальник Шоушенка Лэйси и сажает в тюрьму, заявив, что глас божий назвал «Малыша» Дьяволом. |            |                                      |                     |                                 |                  |
| 10 | 10         | «К Римлянам» «The Romans»            | Николь Кассел       | Дастин Томасон и Марк Лафферти  | 12 сентября 2018 |
| Молли рассказывает Генри, что она узнала от «Малыша» об их пересекающихся жизнях и параллельных реальностях. Генри задержан за убийство Одина Бранча, а «Малыш» — в качестве подозреваемого в серии смертей. В тюрьме «Малыш» говорит Генри, что плохое следует за ним, потому что он является аномалией в этой реальности, и они должны идти вместе к озеру Касл, пока не исчезнет звон. После того, как группа заключённых Шоушенка неожиданно нападает на гражданских лиц и офицеров, Генри и «Малыш» в суматохе сбегают к озеру. Генри вспоминает, как в 1991 году столкнул со скалы пастора Дивера, который хотел убить его мать Рут. Генри удаётся выхватить пистолет у «Малыша» и взять его под прицел. Год спустя, зимой 2019 года, Генри работает адвокатом в Касл-Рок и живёт в родном доме. Рут умерла в феврале и похоронена с Аланом. Молли стала успешным агентом недвижимости во Флорида-Кис. Генри навещает «Малыша», который вновь сидит в цистерне в заброшенном Шоушенке. В сцене посреди титров Джеки Торранс рассказывает Дину Мерриллу, что скоро она отправится на запад, чтобы исследовать историю убийства своей семьи. |            |                                      |                     |                                 |                  |

### Сезон 2 (2019)
| № общий | № в сезоне | Название                                  | Режиссёр             | Автор сценария                    | Дата премьеры   |
| --- | ---------- | ----------------------------------------- | -------------------- | --------------------------------- | --------------- |
| 11 | 1          | «Пусть течёт река» «Let the River Run»    | Грег Яйтанс          | Дастин Томасон                    | 23 октября 2019 |
| Флешбэк: молодая Энни Уилкс, вся в крови, пробирается через лес, неся коробку с надписью «Беснующийся ангел», и ставит её на берегу озера. Коробка шевелится. Настоящее время: Энни Уилкс и её дочь-подросток Джой застревают в Касл-Роке после автомобильной аварии, вызванной тем, что Энни за рулём пыталась найти в сумочке свои антипсихотические препараты. Они снимают комнату в жилом парке Stargazer Lodge, который принадлежит Джону «Тузу» Мерриллу. У Туза плохие отношения со своим дядей, Папашей Мерриллом, который вырастил Туза и его брат Криса. В дополнение к мотелю Туз владеет торговым центром и злится из-за потери арендаторов (местных сомалийских малых предприятий), которые уходят к конкуренту — молодому сомалийцу по имени Абди Хоулвадаг, строящему свой центр. Абди и его сестра Надя — сироты, которые были усыновлены и воспитаны Папашей Мерриллом; Туз и Крис приходятся им сводными братьями. Энни под вымышленной фамилией Ингаллс получает временную работу медсестры в местной больнице, где Надя работает врачом. Тем временем Джой заводит дружбу с группой подростков, включая девушку Ченс. Энни гуглит себя в интернете, и оказывается, что ФБР разыскивает её за убийство. Ночью, отчаянно нуждаясь в лекарствах для борьбы с галлюцинациями, Энни проникает в дом Нади и Абди, чтобы украсть ключ доступа Нади для больничной аптеки; Абди почти ловит её на месте, но в это время Туз начинает забрасывать дом коктейлями Молотова, и Энни удаётся убежать. В «Stargazer Lodge» Туз заявляет Энни, что знает её настоящее имя, и требует заткнуть Джой, которая застала его за приготовлением коктейлей Молотова. Энни убивает Туза, всадив ему в горло ложку для мороженого. |            |                                           |                      |                                   |                 |
| 12 | 2          | «Новый Иерусалим» «New Jerusalem»         | Фил Абрахам          | К'наан Варсаме                    | 23 октября 2019 |
| Пытаясь избавиться от тела Туза, Энни проваливается в глубокую расселину под котлованом будущего торгового центра и обнаруживает десятки гробов. Бросив труп, она выбирается через подземные ходы и в конечном итоге оказывается в доме Марстенов, расположенном в соседнем поселение Салемс-Лот. В здании проживает группа сквоттеров. Надя рассказывает Папаше о нападении Туза. Серия воспоминаний иллюстрирует различные этапы из прошлого Папаши и намекает на некую тайну, которая является причиной торга между ним и Абди. Папаша обвиняет Абди в убийстве Туза и пытается выбить из него признание, но у него происходит микроинсульт. Энни в панике собирается покинуть Касл-Рок, но Джой возражает против этого, так как ей нравится общаться с новыми друзьями. Туз воскресает из мёртвых. |            |                                           |                      |                                   |                 |
| 13 | 3          | «Узы, которые связывают» «Ties That Bind» | Анне Севитски        | Скотт Браун и Обехай Джанис       | 23 октября 2019 |
| Абди отвозит Папашу в больницу, и выясняется, что химиотерапия не помогла тому в лечении рака. Джой проводит время на озере с Ченс и другими детьми, но когда она возвращается в мотель, обнаруживает разгромленную комнату. Её мать признаётся, что убила Туза, но теперь он вернулся и преследует её. Действуя согласно уговору, Джой усыпляет Энни, привязывает к кровати и заставляет принять таблетки, чтобы стабилизировать психическое состояние. Когда Джой выходит из комнаты, Энни разбивает стакан и использует осколок, чтобы разрезать связывающие её верёвки. Тем временем Туз навещает Папашу в больнице и вместе с агентом по недвижимости осматривает дом Марстенов. |            |                                           |                      |                                   |                 |
| 14 | 4          | «Возрождение надежды» «Restore Hope»      | Фил Абрахам          | Гай Бьюзик и Р. Кристофер Мёрфи   | 30 октября 2019 |
| В 1993 году в Могадишо (Сомали) Папаша, участвующий в военной операции, убивает мать Абди и Надии, приняв её за террориста (она бежала к нему с автоматом). В настоящем времени Джой укрывается в доме Нади, которая ранее в больнице зашивала её рану. В Stargazer Ченс собирает вещи Джой, включая коробку, запертую на замок. Дома у Нади Джой открывает коробку, в которой обнаруживает пистолет, несколько номерных знаков и CD-ROM. В баре «Пьяный тигр» Папаша, его друзья и семья проводят в честь него весёлые поминки. Туз отводит своего брата Криса в церковь, где рассказывает об истории Салемс-Лота, в том числе о таинственной секте, основанной несколько сотен лет назад, а затем ранит его в живот. Крис обращается к пастору Эпплтону за помощью, но тот бьёт его по горлу большой золотой статуэткой с острыми краями, убивая его. Тем временем Надя просматривает документы Папаши в поисках информации, которая необходима для его участия в клинических испытания нового лекарства для лечения рака, но вместо этого обнаруживает, что он был в Сомали и что он убил её мать. Она ссорится с Папашей на вечеринке, а затем уходит. |            |                                           |                      |                                   |                 |
| 15 | 5          | «Радостное место» «The Laughing Place»    | Анне Севитски        | Винс Каландра и Дарья Полатин     | 13 ноября 2019  |
| Во флешбэках одноклассники издеваются над юной Энни за её неуспеваемость и необычное поведение. Родители решают перевести её на домашнее обучение, и Энни сближается с отцом, который пишет роман. Она также заводит близкие отношения с Ритой, молодой женщиной, нанятой для её обучения. Родители Энни отдаляются друг от друга, и в конце концов отец уезжает из дома. Мать Энни, пребывающая в депрессии, пытается убить и Энни, и себя, въехав на машине в озеро. Мать Энни погибает, но Энни выживает. Вскоре после этого к ней в дом переезжают отец и Рита, которая родила от него дочь. Энни понимает, что беременность началась, когда её мать и отец были ещё вместе. Энни хорошо относится к единокровной сестре, но Рита проявляет беспокойство по этому поводу. Отец Энни наконец заканчивает книгу и посвящает её Рите. В приступе ревности Энни сталкивает его вниз по лестнице, и он погибает. После этого она наносит удар Рите в живот и убегает, оставляя её умирать рядом с детской кроваткой. Энни, перепачканная кровью, приходит на берег озера с коробкой с рукописью своего отца, которая озаглавлена «Беснующийся ангел». Она достаёт из коробки малышку Джой, которая улыбается ей, и Энни отказывается от намерения утопить себя и ребёнка. В настоящем времени Джой понимает, что Энни — её сестра, а не мать. Она ищет в интернет имя «Рита Грин» и обнаруживает, что её мать выжила после нападения Энни. В баре Туз подсаживается к Энни. |            |                                           |                      |                                   |                 |
| 16 | 6          | «Мать» «The Mother»                       | Марк Тондерай        | Дарья Полатин и Винс Каландра     | 13 ноября 2019  |
| Джой сбрасывает звонок Рите, но Рита, которая не переставала искать свою дочь все эти годы, отслеживает звонок и отправляется в Касл-Рок. Рита воссоединяется с Джой и рассказывает историю её истинного происхождения; Джой ошеломлена и просит время, чтобы решить, хочет ли она пойти с Ритой или нет. Джой идёт к Энни, которая вручает ей письмо, преисполненное любви и сожаления, но отпускает Джой. Энни возвращается в домик, в котором Рита поджидает её с пистолетом, и женщины выходят в лес. Джой следует за ними и вводит Рите транквилизатор; Рита бросает пистолет, который стреляет и смертельно её ранит. Прибывает полиция, и Энни, чтобы защитить Джой, утверждает, что она это совершила убийство. В секту Туза обращены несколько новых убитых горожан, включая Криса. Секта обитает в доме Марстена, который ремонтируется, а его стены украшены культовыми изображениями. Одной из жертв Хэзер удаётся сбежать до проведения обращения, так как её лекарства замедлили данный процесс. |            |                                           |                      |                                   |                 |
| 17 | 7          | «Слово» «The Word»                        | Лони Перистере       | Гай Басик и Р. Кристофер Мёрфи    | 20 ноября 2019  |
| В открывающей сцене, действие которой происходит четыреста лет назад, группа французских поселенцев в Новом Иерусалиме голодает, пока одна из них, Амити, не встречается с «Ангелом» в капюшоне, который даёт пищу, делает их земли плодородными и обращает в новую религию. Тех, кто отказывать принять эту веру, сжигают на костре. В конце концов Ангел устами Амити повелевает членам общины, что все они должны совершить массовое ритуальное убийство и ждать возрождения через четыре столетия в новых «сосудах». Последним убивает себя возлюбленный Амити, отец Августин, местный пастор, который первым воскресает в наше время в теле Туза Меррилла. Августин решает, что Энни будет сосудом Амити, потому что именно она вернула их к жизни. Папаша узнаёт, что Туз/Августин разыскивал человека, которого содержали в клетке в тюрьме Шоушенка, но клетка была пуста. В Касл-Рок проходит юбилейный парад в честь 400-летия города; процессия останавливается перед церковью, где священник показывает деревянную статую Ангела в капюшоне. Все, кто её видят, загипнотизированы, кроме Папаши, который не смотрит на неё и бежит прочь. |            |                                           |                      |                                   |                 |
| 18 | 8          | «Грязь» «Dirty»                           | Крэйг Уильям Макнилл | Майкл Олсен и К. Коррин Ван Влиет | 27 ноября 2019  |
| Почти все жители Касл-Рока загипнотизированы и пополняют собой армию Амити. Сектанты привозят Энни и Джой в дом Марстена. Августин подменяет лекарства Энни, чтобы «очистить» её перед использованием в качестве сосуда, в результате чего у неё начинаются галлюцинации. Августин видит рисунки Джой, которые напоминают о творчестве Амити, и решает, что она — истинный сосуд для Амити. Энни нападает на сектантов, после чего собирается сбежать вместе с Джой, но при выходе из дома Джой попадает под действие гипноза. Крис, одержимый сектантом Бертраном, пытается убить Надю, но она сопротивляется. Полагая, что у Криса нервный срыв, Надя вводит ему галоперидол. Это позволяет Крису ненадолго взять под контроль свой разум и тело и спасти Надю от других сектантов, однако в ходе схватки он умирает от полученного огнестрельного ранения. |            |                                           |                      |                                   |                 |
| 19 | 9          | «Кавеат эмптор» «Caveat Emptor»           | Грег Яйтанс          | Скотт Браун                       | 4 декабря 2019  |
| Папаша, Надя, Ченс, Абди и Энни находят друг друга и вооружаются в принадлежащем Папаше магазине «Emporium Galorium» («Империю изобилия»). Августин и его армия окружают магазин, предлагая дать им возможность уйти, если Папаша отдаст письма, написанные начальником тюрьмы Шоушенка Лэйси шерифу Пэнгборну о «дьяволе», которого он держал в клетке. Группа выживших делится информацией об угрозе, и Папаша понимает, что сектанты разыскивают своего «Ангела», который мог быть человеком в клетке, и сжигает письма Лэйси. Сектанты нападают на «Emporium». Надя, Абди, Энни и Ченс сбегают, но Поп остаётся в здании, чтобы дать им больше времени. Понимая, что после смерти он будет «обращён», Папаша вкалывает себе галоперидол, чтобы, воскреснув, контролировать ситуацию. Августин убивает Папашу выстрелом в голову. |            |                                           |                      |                                   |                 |
| 20 | 10         | «Очищение» «Clean»                        | Лиза Брюльманн       | Дастин Томасон и Майкл Олсен      | 12 декабря 2019 |
| Сектанты готовятся к ритуалу на закате, одев Джой по образу и подобию Амити. Папаша возрождается как «Этьенн» и, сохраняя свою личность, рассказывает Августину о содержании писем Лэйси: в озере Касл есть схизма — портал, позволяющий Ангелу путешествовать по другим измерениям. Энни, Надя, Абди и Ченс возвращаются в Салемс-Лот; Энни и Ченс отправляются в дом Марстена, чтобы найти Джой, а Надя и Абди закладывают взрывчатку в подземных туннелях. «Этьенн» даёт понять, что все ещё остаётся Папашей, так как перед смертью сделал себе инъекцию галоперидола, и помогает Наде и Абди со взрывчаткой. Бомбы взрываются, и горожане выходят из состояния гипноза. Папаша погибает во время взрыва дома Марстена. Энни находит Джой, а Ангел, стоящий на берегу озера Касл, видит взрыв и исчезает. Энни и Джой покидают Касл-Рок и спустя неделю прибывают в Канаду. Джой сохраняет отрешённый вид, и Энни приходит к ошибочному выводу, что она всё ещё находится под влиянием секты, после чего топит её в озере. Обнаружив письмо Джой и осознав свою ошибку, Энни вытаскивает Джой на берег и реанимирует её, после чего они возвращаются к привычной жизни. Однако это всё оказывается очередной галлюцинацией Энни. В финальной сцене Энни и «Джой» участвуют в творческой встрече со своим любимым автором Полом Шелдоном. |            |                                           |                      |                                   |                 |

## Производство

### Разработка
17 февраля 2017 года было объявлено, что сервис Hulu, Дж. Дж. Абрамс и Стивен Кинг работают над новыми сериалом под названием «Касл-Рок», основанном на произведениях Кинга, действие которых разворачивается в одноимённом вымышленном городе. Сценаристами были назначены Сэм Шоу и Дастин Томасон. Производством сериала занялась принадлежащая Абрамсу кинокомпания Bad Robot Productions. Четыре дня спустя Hulu сообщил, что заказан первый сезон, состоящий из десяти эпизодов, а исполнительными продюсерами сериала будут Абрамс, Кинг, Шоу, Томасон, Бен Стефенсон и Лиз Глотцер.
14 августа 2018 года компания Hulu объявила о продлении сериала на второй сезон, премьера которого состоялась 23 октября 2019 года.

### Подбор актёров
11 мая 2017 года было объявлено, что главную роль в сериале сыграет Андре Холланд В июне 2017 года к основному актёрскому составу присоединились Джейн Леви, Сисси Спейсек и Мелани Лински. 10 июля 2017 года список исполнителей главных ролей пополнился Биллом Скарсгардом. В августе 2017 года второстепенные роли получили Скотт Гленн и Терри О’Куинн.

### Съёмки
Съёмки сериала начались в июле 2017 года в Массачусетсе.

## Релиз

### Рекламная кампания
Тизер-трейлер был выпущен 17 февраля 2017 года в день анонса сериала. В нём упоминались названия и персонажи из нескольких романов Стивена Кинга, среди которых «Оно», «Долорес Клейборн», «Нужные вещи», «Жребий», «Ловец снов», «Ночная смена», «Зелёная миля», «Мизери», «Сердца в Атлантиде», «Сияние», «Мясорубка», «Четыре после полуночи», «Четыре сезона» и «Ночные кошмары и фантастические видения».